# Marmosa waterhousei
Marmosa waterhousei — вид опосумів родини Didelphidae. Зустрічається в Андських регіонах Еквадору, Перу, Колумбії та Венесуели, тіло та хвіст цього опосума мають різні відтінки коричневого.

## Опис
Хвіст Marmosa waterhousei має довжину 17,2–22,3 см, а тулуб і голова разом приблизно 12,2–14,9 см; це робить його хвіст приблизно в 1,4 раза довшим за голову й тулуб. Його спина переважно сіро-коричнева зі змінним темно-коричнево-помаранчевим відтінком, а боки більш блідого кольору. Передні лапи M. waterhousei від коричневого до оранжево-коричневого кольору, а задні лапи від білого до оранжево-коричневого.
Хвіст M. waterhousei має безволосу частину (яка покриває 90%), яка має колір від коричневого до темно-коричневого, але трохи світліший з боків. Боки голови від білого до жовто-білого, і такий самий відтінок поширюється аж до грудей; частково сіре волосся є на шиї, грудях і животі, а також на інших ділянках, таких як боки кінцівок. Самиці цього виду не мають сумки, а кількість молочних залоз, а також опис каріотипу у цього виду невідомі.

## Поширення та середовище існування
Marmosa waterhousei зустрічається біля передгір'їв поблизу Анд, а також у прилеглих низовинах. Зокрема, вид зустрічається в регіонах східного Еквадору, південно-східної Колумбії, північно-східного Перу та спорадично навколо північної Колумбії та західної Венесуели. Тварина віддає перевагу вологим низовинам або гірським тропічним лісам на висоті приблизно 50–1100 метрів.